# Rudolf Hess
Rudolf Walter Richard Hess o Walter Richard Rudolf Hess (en alemán: Rudolf Heß; Alejandría, 26 de abril de 1894-Spandau, Berlín Occidental, 17 de agosto de 1987) fue un militar, político y criminal de guerra alemán, uno de los principales miembros del Partido Nacionalsocialista Obrero Alemán (NSDAP) del Tercer Reich. Nombrado lugarteniente (Stellvertreter des Führers) por Adolf Hitler el 21 de abril de 1933, ocupó ese cargo hasta 1941. El 10 de mayo de 1941 voló en solitario a Escocia en un intento de negociar la paz con el Reino Unido durante la Segunda Guerra Mundial. Hecho prisionero y finalmente condenado por planificación de una guerra de agresión y por conspiración contra la paz mundial cumplió cadena perpetua hasta su suicidio en 1987.
Después de su muerte, la cárcel fue demolida para evitar que se convirtiera en un santuario neonazi. Sin embargo, su tumba, que llevaba la inscripción Ich hab's gewagt («Me atreví»), se convirtió en un lugar de peregrinaje de estos grupos. En 2011, las autoridades se negaron a renovar el contrato de arrendamiento de la tumba y sus restos fueron exhumados e incinerados.

## Primeros años
Nació el 26 de abril de 1894 en Alejandría, Egipto (entonces bajo ocupación británica, aunque era parte del Imperio otomano), en una familia de alemanes étnicos. Sus padres fueron Fritz Hess, próspero comerciante de Baviera, y Clara Hess (de soltera, Münch). Era el mayor de tres hijos; su hermano Alfred nació en 1897 y su hermana Margarete en 1908. La familia vivía en una villa en la costa, cerca de la ciudad, y visitaba Alemania con frecuencia desde 1900, alojándose en su casa de verano en Reicholdsgrün (ahora parte de Kirchenlamitz) en las Fichtelgebirge. Asistió a una escuela protestante de lengua alemana en Alejandría entre 1900-1908, cuando fue enviado de regreso a Alemania para estudiar en un internado en Bad Godesberg, cerca de Bonn. Demostró aptitudes para la ciencia y las matemáticas, pero su padre deseaba que se uniera al negocio familiar, Hess & Co., por lo que en 1911 lo envió a estudiar en la École supérieure de commerce en Neuchâtel (Suiza). Después de un año allí, realizó un aprendizaje en una empresa comercial en Hamburgo.

## Primera Guerra Mundial
A las pocas semanas del estallido de la Primera Guerra Mundial, se alistó en el Séptimo Regimiento de Artillería de Campo de Baviera. Su posición inicial fue contra los británicos en Somme; estuvo presente en la primera batalla de Ypres. El 9 de noviembre de 1914 fue transferido al 1.er Regimiento de Infantería, estacionado cerca de Arrás. Fue galardonado con la Cruz de Hierro de segunda clase y promovido a Gefreiter (cabo) en abril de 1915. Después de un adiestramiento adicional en el Área de Entrenamiento de Munster, fue ascendido a Vizefeldwebel (suboficial mayor) y recibió la Cruz de Mérito Militar de Baviera. Regresando al frente en noviembre, luchó en Artois, participando en la batalla por la ciudad de Neuville-Saint-Vaast. Luego de dos meses fuera de acción por una infección de garganta, sirvió en la batalla de Verdún en mayo de 1916 y fue alcanzado por metralla en la mano y el brazo izquierdos el 12 de junio durante un combate cerca de la aldea de Thiaumont. Después de un mes libre para recuperarse, fue enviado de regreso a la zona de Verdún, donde permaneció hasta diciembre.
Fue ascendido a líder de pelotón de la 10.ª Compañía del 18.º Regimiento de Infantería de la Reserva Bávara, que servía en Rumania. Fue herido el 23 de julio y nuevamente el 8 de agosto de 1917; la primera lesión fue por una astilla de proyectil en el brazo izquierdo, que yacía en el campo, pero la segunda fue una herida de bala que impactó en la parte superior del pecho, próxima a la axila, y salió cerca de la columna vertebral, dejando unas heridas de entrada del tamaño de un guisante y una de salida del de una cereza en la espalda. Para el 20 de agosto estaba lo suficientemente recuperado como para viajar, por lo que fue enviado a un hospital en Hungría y finalmente regresó a Alemania, donde se recuperó en el hospital de Meissen. En octubre recibió el ascenso a Leutnant der Reserve (teniente de reserva) y fue recomendado, aunque no la recibió, a la Cruz de Hierro de primera clase. Por solicitud de su padre, fue trasladado a un hospital más cercano a su hogar, llegando a Alexandersbad el 25 de octubre.
Aún convaleciente, solicitó que se le permitiera inscribirse para entrenar como piloto, por lo que después de unas vacaciones navideñas con su familia, viajó a Múnich. Recibió adiestramiento básico de vuelo en las bases aéreas de Oberschleissheim y Lechfeld de marzo a junio de 1918 y entrenamiento avanzado en Valenciennes en Francia en octubre. El 14 de octubre fue asignado al Jagdstaffel 35b, un escuadrón de combate bávaro equipado con biplanos Fokker D.VII. No vio ninguna acción con el Jagdstaffel 35b, ya que la guerra terminó el 11 de noviembre, antes de que tuviera la oportunidad.

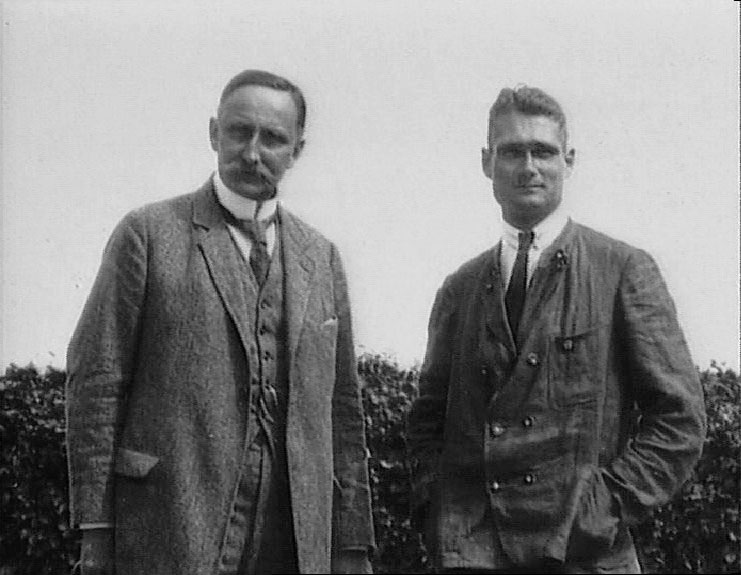
Fotografiado con su profesor de Geopolítica, Karl Haushofer, c. 1920.

Fue dado de baja del Deutsches Heer en diciembre. Su fortuna familiar había sufrido una grave recesión, ya que sus intereses comerciales en Egipto habían sido expropiados por los británicos. Se unió a la Sociedad Thule, un grupo antisemita de derecha del movimiento Völkisch, y a los Freikorps del coronel Franz Ritter von Epp, una de las muchas organizaciones voluntarias paramilitares activas en la República de Weimar en ese momento. Baviera fue testigo de conflictos frecuentes y muchas veces sangrientos entre grupos de derecha, como los Freikorps, y las fuerzas izquierdistas, mientras reñían por el control del estado durante este período. Hess participó en batallas callejeras a principios de 1919 y dirigió un grupo que distribuía miles de panfletos antisemitas en Múnich. Tiempo después, dijo que Egipto lo convirtió en un nacionalista, la guerra en un socialista y Múnich en un antisemita.
En 1919, se matriculó en la Universidad de Múnich, donde estudió Historia y Ciencias Económicas. Su profesor de Geopolítica fue Karl Haushofer, exgeneral del Deutsches Heer que propuso el concepto de Lebensraum («espacio vital»), que empleó para justificar la idea de que Alemania debería conquistar por la fuerza territorio adicional en Europa Oriental. Años después, su alumno introdujo este concepto a Adolf Hitler, quien lo volvió uno de los pilares de la ideología del NSDAP. Hess se hizo amigo de Haushofer y su hijo Albrecht, un teórico social, también profesor y miembro de la futura Resistencia al nacionalsocialismo. Ilse Pröhl, una compañera de estudios en la universidad, lo conoció en abril de 1920 cuando, por casualidad, alquilaron habitaciones en la misma pensión. Se casaron el 20 de diciembre de 1927 y su único hijo, Wolf Rüdiger Hess, nació diez años después, el 18 de noviembre de 1937. El nombre del niño fue elegido para honrar a Hitler, quien usaba muchas veces el nombre en clave «Wolf»; su padre lo apodaba «Buz».

## Inicios en el nacionalsocialismo

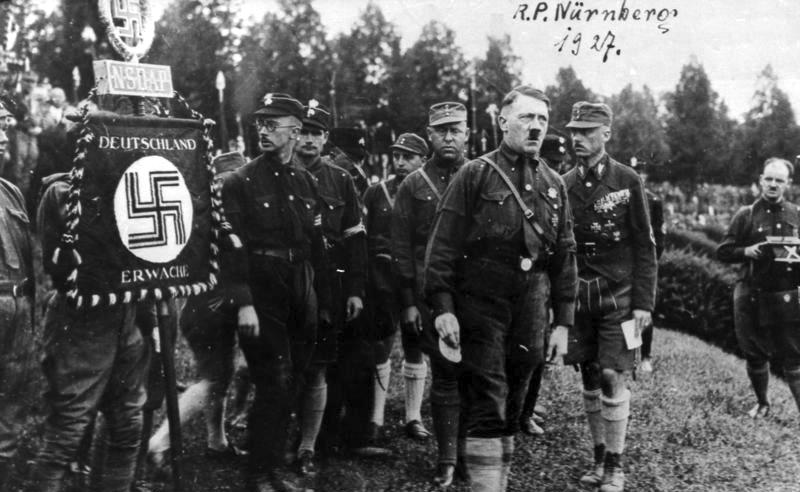
Hess (segundo desde la izquierda, detrás de Heinrich Himmler) fue uno de los primeros miembros del NSDAP.

Después de escuchar hablar al líder del Partido Nacionalsocialista Obrero Alemán (NSDAP), Hitler, por primera vez en 1920, durante un mitin en Múnich, dio todo su apoyo a él. Tenían una creencia compartida en el mito de la puñalada por la espalda, la noción de que la derrota alemana en la Primera Guerra Mundial fue causada por una conspiración de judíos y bolcheviques, en lugar de un fracaso militar. Hess se unió al NSDAP el 1 de julio como miembro número 16. A medida que el partido siguió creciendo, celebrando manifestaciones y reuniones en palacios de la cerveza cada vez más grandes en Múnich, centró su atención en la recaudación de fondos y actividades organizativas. El 4 de noviembre de 1921 resultó herido mientras protegía a Hitler cuando explotó una bomba colocada por un grupo marxista en la Hofbräuhaus durante un evento del partido. Se unió a las SA (Sturmabteilung) en 1922 y asistió en la organización y reclutamiento de sus primeros miembros.
Entretanto, continuaban los problemas con la economía; la hiperinflación hizo que muchas fortunas personales se volvieran inútiles. Como el Gobierno no cumplió con sus pagos de reparación y las tropas francesas y belgas marcharon para ocupar las áreas industriales a lo largo del Ruhr en enero de 1923, el resultado fue un descontento civil generalizado. Hitler decidió que había llegado el momento de intentar tomar el control con un golpe de Estado inspirado en la marcha sobre Roma de 1922 de Benito Mussolini. Hess estaba con Hitler en la noche del 8 de noviembre de 1923 cuando él y las SA asaltaron una reunión pública organizada por el gobernante de facto de Baviera, el Staatskommissar (comisionado estatal) Gustav von Kahr, en el Bürgerbräukeller, una gran cervecería en Múnich. Blandiendo una pistola, Hitler interrumpió el discurso de Kahr y anunció que la revolución nacional había comenzado, declarando la formación de un nuevo gobierno con el general Erich Ludendorff. Al día siguiente, Hitler y varios miles de seguidores intentaron marchar al Ministerio de Guerra en el centro de la ciudad. Estallaron disparos entre los nazis y la policía; dieciséis manifestantes y cuatro policías fueron asesinados. Hitler fue arrestado el 11 de noviembre.
Hess y algunos hombres de las SA habían tomado como rehenes a algunos dignatarios la noche del 8, conduciéndolos a una casa a unos 50 km de Múnich. Cuando salió brevemente para hacer una llamada telefónica al día siguiente, los rehenes convencieron al conductor para que los ayudara a escapar. Varado, Hess llamó a su esposa, quien le llevó una bicicleta para que pudiera regresar a la ciudad. Se hospedó en casa con los Haushofer y luego huyó a Austria, pero lo convencieron de que regresara. Fue detenido y sentenciado a dieciocho meses de prisión por su rol en el intento de golpe de Estado, que más tarde se conoció como el Putsch de la cervecería. Hitler fue sentenciado a cinco años de prisión y el NSDAP y las SA fueron prohibidos. Ambos fueron encarcelados en la prisión de Landsberg, donde Hitler pronto empezó a trabajar en sus memorias, Mi lucha (Mein Kampf), que dictó a sus compañeros prisioneros Hess y Emil Maurice. Recopilado por el editor Max Amann, Hess y otros, la obra fue publicada en dos partes en 1925 y 1926. Más tarde se lanzó en un solo volumen, un éxito de ventas a partir de 1930. Este libro, con su agresivo mensaje de antisemitismo, fue la base de la plataforma política del NSDAP.

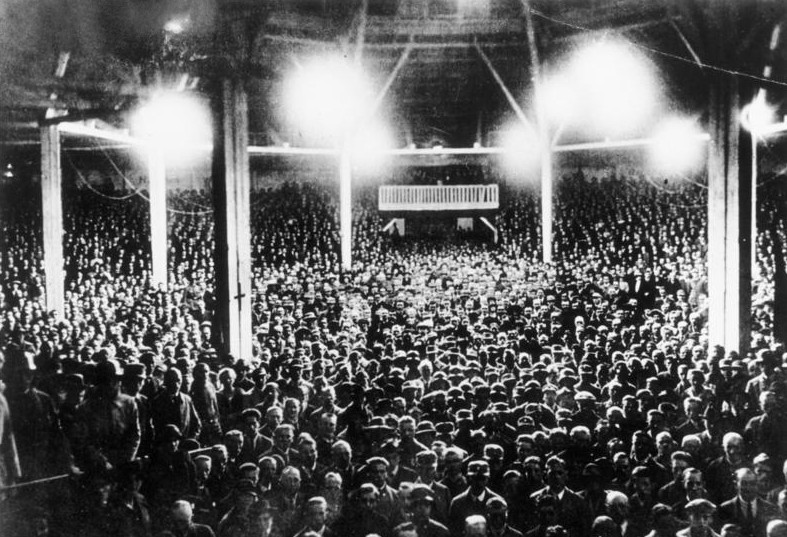
Hitler en un mitin del partido en Múnich en 1925.

Hitler fue puesto en libertad condicional el 20 de diciembre de 1924 y Hess diez días después. La prohibición del NSDAP y las SA se levantó en febrero de 1925; el partido creció a 100 000 miembros en 1928 y 150 000 en 1929. Recibieron el 2.6 % de los votos en las elecciones de 1928, pero el apoyo aumentó constantemente hasta la toma del poder en 1933. Hitler nombró a Hess su secretario privado en abril de 1925, con un salario de 500 marcos imperiales al mes, y su asistente personal el 20 de julio de 1929. Acompañó a Hitler en los discursos y manifestaciones por todo el país y se volvió su amigo y confidente. Era una de las pocas personas que podía reunirse con él en cualquier momento sin una cita previa. En diciembre de 1932, fue nombrado comisionado político central del NSDAP.
Manteniendo su interés en volar tras el final de su carrera militar activa, obtuvo una licencia de piloto privado el 4 de abril de 1929. Su instructor fue Theodor Croneiss, as de la aviación en la Primera Guerra Mundial. En 1930 obtuvo un monoplano BFW M.23b patrocinado por el periódico del partido, el Völkischer Beobachter. Adquirió dos aviones Messerschmitt a principios de la década de 1930, registrando muchas horas de vuelo y haciéndose experto en la operación de aviones livianos de un solo motor.

## Lugarteniente delFührer

Estandarte para el vehículo de Hess mientras se desempeñaba como lugarteniente del Führer.

El 30 de enero de 1933, Hitler fue nombrado canciller del Reich, su primer paso para tomar los poderes dictatoriales de Alemania. El 21 de abril, Hess fue nombrado lugarteniente del Führer (Stellvertreter des Führers) del NSDAP y, desde el 1 de diciembre, miembro del Gabinete, con el cargo de ministro sin cartera del Reich. Con una oficina en la Casa Parda en Múnich y otra en Berlín, era responsable de varios departamentos, como Asuntos Exteriores, Finanzas, Salud, Educación y Asuntos Jurídicos. Toda la legislación pasaba por su oficina para su aprobación, excepto la relativa al ejército, la policía y la política exterior, y redactó y firmó conjuntamente muchos de los decretos de Hitler. Organizaba de las manifestaciones anuales de Núremberg, solía dar el discurso de apertura y presentaba a Hitler. También hablaba por radio y en concentraciones en todo el país, con tanta frecuencia que los mensajes se publicaron en formato de libro en 1938. Actuó como delegado del Führer en negociaciones con industriales y miembros de las clases más acomodadas. Como había nacido en el extranjero, Hitler lo mandó a supervisar los grupos del partido como el NSDAP/AO, que estaba a cargo de los miembros que vivían en otros países. También le ordenó que revisara todas las decisiones judiciales relacionadas con aquellos considerados enemigos del partido. Estaba autorizado a aumentar las condenas si consideraba que se había dado una pena demasiado débil para esos casos; también estaba facultado para tomar «medidas despiadadas» si lo consideraba conveniente. Esto muchas veces implicaba enviar a alguien a un campo de concentración o simplemente ordenar su asesinato. Recibió el rango de Obergruppenführer en las SS (Schutzstaffel) en 1934, el segundo más alto de la organización paramilitar.
El régimen nazi empezó a perseguir a los judíos poco después de la toma del poder. La oficina de Hess fue en parte responsable de redactar las leyes de Núremberg de 1935, que tuvieron implicaciones de largo alcance para los judíos alemanes, ya que prohibieron el matrimonio entre alemanes no judíos y judíos y privaron a los no arios de su ciudadanía alemana . Su amigo Karl Haushofer y su familia estaban sometidos la condenas de estas leyes raciales, ya que se había casado con una mujer mitad judía, por lo que Hess emitió documentos que los eximió de esta legislación.

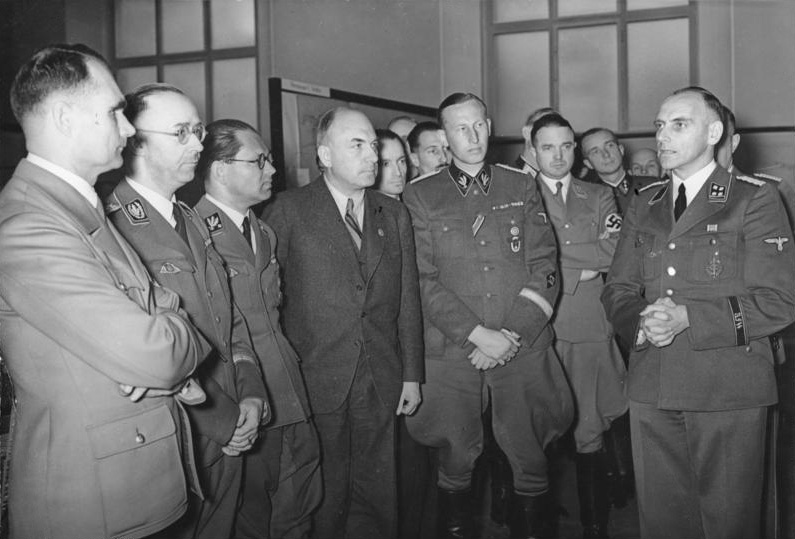
Hess, Heinrich Himmler, Philipp Bouhler, Fritz Todt, Reinhard Heydrich y otros escuchando a Konrad Meyer en una exposición de Plan General del Este (Generalplan Ost), el 20 de marzo de 1941.

No construyó una base de poder ni desarrolló una camarilla de seguidores. Estaba motivado por su lealtad a Hitler y su deseo de serle útil; no buscó poder ni prestigio ni aprovechó su posición para acumular riqueza personal. Vivía en una modesta casa en Múnich. Aunque tuvo menos influencia que otros altos funcionarios del NSDAP, era popular entre las masas. Después de la invasión de Polonia y el comienzo de la Segunda Guerra Mundial en septiembre de 1939, Hitler lo designó como el segundo en la sucesión, después de Hermann Göring. Casi al mismo tiempo, Hitler nombró al jefe de su gabinete, Martin Bormann, como su secretario privado, un puesto ya había ocupado Hess.
Estaba obsesionado con su salud hasta el punto de la hipocondría, ya que consultaba a muchos médicos y otros practicantes, tanto que describió a sus captores en el Reino Unido una larga lista de enfermedades relacionadas con los riñones, el colon, la vesícula biliar, los intestinos y el corazón. Era vegetariano y no fumaba ni bebía. Llevaba su propia comida al Berghof, alegando que era biológicamente dinámica, pero Hitler no aprobaba esta práctica, por lo que dejó de comer con él. Hess estaba interesado en la música, le gustaba leer y prefería pasar tiempo caminando y escalando las montañas con su esposa. Con su amigo Albrecht Haushofer compartían un interés en la astrología, la clarividencia y lo oculto.
Continuó interesado en la aviación. Ganó una carrera aérea en 1934, voló un BFW M.35 en un circuito alrededor de la montaña Zugspitze y regresó al aeródromo de Múnich con un tiempo de 29 min. Se ubicó en sexto lugar de veintinueve participantes en una carrera similar celebrada el año siguiente. Con el estallido de la Segunda Guerra Mundial, pidió a Hitler que le permitiera unirse a la Luftwaffe como piloto, pero se lo prohibió y le ordenó que dejara de volar durante la guerra, aunque lo convenció de reducir la prohibición a un año.

## Intento de misión de paz
A medida que avanzaba la guerra, la atención de Hitler se centró en temas en el extranjero y la conducción de la guerra. Como no estaba directamente involucrado en estos esfuerzos, Hess fue apartado poco a poco de la atención de Hitler; Bormann lo había suplantado con éxito en muchos de sus deberes y usurpó su posición al lado del Führer. Preocupado de que Alemania enfrentara una guerra en dos frentes, a medida que avanzaban los planes para la invasión de la Unión Soviética programada para 1941, Hess decidió intentar que el Reino Unido abriera negociaciones con Alemania; para ello concluyó que era necesario viajar a Gran Bretaña para intentar reunirse con representantes del Gobierno británico. Pidió el consejo de Albrecht Haushofer, quien sugirió varios contactos potenciales entre los británicos; finalmente se decidió por el comodoro Douglas Douglas-Hamilton, duque de Hamilton, pionero de la aviación, a quien nunca había conocido. Siguiendo las instrucciones de Hess, Haushofer escribió a Hamilton en septiembre de 1940, pero la carta fue interceptada por el MI5 y el duque no la vio hasta marzo de 1941. Hamilton fue elegido con la creencia errónea de que era uno de los líderes de un partido de oposición contrario a la guerra con Alemania, además de ser conocido de Albrecht Haushofer.
Una carta a su esposa, con fecha del 4 de noviembre de 1940, muestra que, a pesar de no recibir una respuesta de Hamilton, Hess tenía la intención de continuar con su plan. En octubre de 1940 comenzó a entrenar en el Messerschmitt Bf 110, un bimotor de dos plazas, bajo el instructor Wilhelm Stör, piloto de pruebas en jefe de Messerschmitt. Continuó practicando, registrando muchos vuelos a través del país, y encontró un avión específico que se manejaba bien, un Bf 110E-1/N, al cual desde entonces se mantuvo en reserva para su uso personal. Pidió una brújula de radio, modificaciones en el sistema de suministro de oxígeno y grandes depósitos de combustible de largo alcance para el avión; estas solicitudes fueron otorgadas en marzo de 1941.

### Viaje a Escocia
Después de una revisión final de los informes meteorológicos para Alemania y el mar del Norte, despegó a las 17:45 h el 10 de mayo de 1941 en su avión especialmente preparado desde el campo de aviación de Augsburgo-Haunstetten. Era el último de varios intentos de partir en su misión; los esfuerzos anteriores fueron suspendidos debido a problemas mecánicos o mal clima. Usando un traje de vuelo de cuero con el rango de capitán, llevaba consigo un suministro de dinero y artículos de tocador, una linterna, una cámara, mapas, gráficos y una colección de veintiocho medicamentos diferentes, así como tabletas de dextrosa para prevenir la fatiga y una variedad de remedios homeopáticos.
Al principio, estableciendo un rumbo hacia Bonn, utilizó puntos de referencia en el terreno para orientarse y hacer correcciones menores del trayecto. Al llegar a la costa inmediata a las islas Frisias, giró y voló en dirección este durante veinte minutos para mantenerse fuera del alcance del radar británico. Después tomó un rumbo de 335° para el viaje a través del mar del Norte, inicialmente a baja altitud, pero durante la mayor parte del viaje a 1500 m. A las 20:58 h cambió su rumbo a 245°, con la intención de acercarse a la costa del nordeste de Inglaterra, cerca de la ciudad de Bamburgh (Northumberland). Como aún no había anochecido cuando estaba próximo a la costa, retrocedió, zigzagueando de un lado a otro durante 40 m hasta que oscureció. Aproximadamente en este momento, sus tanques de combustible auxiliares estaban agotados, por lo que los lanzó al mar. También alrededor de este tiempo, a las 22:08 h, una estación del radar nacional Chain Home en Ottercops Moss, cerca de Newcastle upon Tyne, detectó su presencia y transmitió la información a la sala de filtros del Mando de Caza en Bentley Priory (Londres). Pronto fue detectado por otras estaciones y el avión fue designado como «Raid 42».

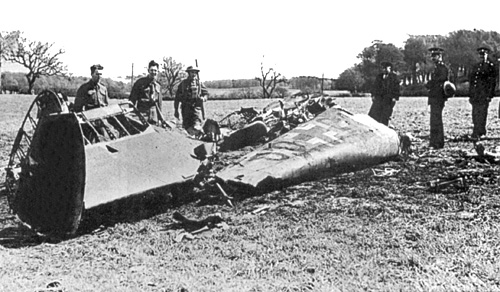
Restos del Messerschmitt Bf 110 de Hess.

Dos Spitfires del 72.º Escuadrón del 13.er Grupo de la Real Fuerza Aérea (RAF), que ya estaban en aire, fueron enviados para intentar una intercepción, pero no pudieron encontrar al intruso. Un tercer Spitfire enviado desde Acklington (Northumberland) a las 22:20 h tampoco pudo detectar el avión; para entonces estaba oscuro y Hess había descendido a una altitud extremadamente baja, tanto que el voluntario de turno en la estación del Real Cuerpo de Observadores (ROC) en Chatton (Northumberland) pudo identificarlo correctamente como un Bf 110 y reportarlo a una altitud de aproximadamente 15 m. Rastreado por puestos adicionales de ROC, Hess continuó su vuelo a Escocia a alta velocidad y baja altitud, pero no pudo detectar su destino, Dungavel House, por lo que se dirigió a la costa oeste para orientarse y luego regresó tierra adentro. A las 22:35 h, un Boulton Paul Defiant, enviado desde el 72.º Escuadrón de la RAF con base en Ayr, comenzó a perseguirlo. Estando casi sin combustible, Hess ascendió a 1800 m y saltó del avión en paracaídas a las 23:06 h. Se lastimó el pie al eyectarse de la cabina o al tocar el suelo. El avión se estrelló a las 23:09 h, a unos 19 km al oeste de Dungavel House. Habría estado más cerca de su destino si no hubiera tenido problemas para salir del avión. Tiempo después consideró esta hazaña como el momento más orgulloso de su vida.
Antes de su partida de Alemania, había entregado a su asistente Karlheinz Pintsch una carta dirigida a Hitler que detallaba sus intenciones de abrir negociaciones de paz con los británicos. Al principio planeó hacerlo con el duque de Hamilton en su residencia, Dungavel House, creyendo que el duque estaba dispuesto a negociar la paz con los nazis, en términos que serían aceptables para Hitler. Pintsch entregó la carta en el Berghof alrededor del mediodía del 11 de mayo. Después de leerla, Hitler soltó un alboroto que se escuchó en todo el recinto y mandó traer a algunos de su círculo íntimo, preocupado de que un putsch podría estar en marcha.
Hitler temía que sus aliados, Italia y Japón, percibieran el acto de su protegido como un intento de abrir secretamente negociaciones de paz con los británicos. Se puso en contacto con Mussolini específicamente para asegurarle lo contrario. Por esta razón, ordenó que la prensa alemana caracterizara a Hess como un loco que tomó la decisión de volar a Escocia por su cuenta, sin su conocimiento o autorización. Los informes posteriores de periódicos alemanes describieron a Hess como «engañado, trastornado», resaltando que su salud mental se había visto afectada por lesiones sufridas durante la Primera Guerra Mundial. Algunos miembros del régimen, como Göring y Goebbels, creían que esto solo empeoraba las cosas, porque si realmente tenía una enfermedad mental nunca debió haber tenido una posición importante en el Gobierno o el partido.
Hitler lo despojó de todos sus cargos y rangos y, en secreto, ordenó que le dispararan a matar si alguna vez regresaba. Abolió el cargo de lugarteniente del Führer, asignando sus antiguos deberes a Bormann, con el título de jefe de la cancillería del NSDAP. Bormann aprovechó la oportunidad para asegurarse una porción significativa del poder. Entretanto, Hitler inició la Aktion Hess, una oleada de cientos de arrestos de astrólogos, curanderos y ocultistas que tuvo lugar alrededor del 9 de junio. Esta campaña era parte de un esfuerzo de propaganda de Goebbels y otros para denigrar a Hess y hacer chivos expiatorios de practicantes ocultos.
El periodista estadounidense Hubert Renfro Knickerbocker, que se había encontrado con Hitler y Hess, especuló que el Führer había enviado a su protegido a entregar un mensaje informando a Churchill sobre la inminente invasión de la Unión Soviética, ofreciéndole una paz negociada o incluso una alianza antibolchevique. Stalin creía que el vuelo había sido planeado por los británicos y persistió en esta creencia hasta 1944, cuando mencionó el asunto a Churchill, quien insistió en que no tenían conocimiento previo del plan. Si bien algunas fuentes informaron que Hess había estado en una misión oficial, Churchill más tarde declaró en su libro The Grand Alliance que, en su opinión, el viaje no había sido autorizado. «Vino a nosotros por su propia voluntad y, aunque sin autoridad, tenía algo de la calidad de un enviado», agregó, y se refirió al plan como uno de «benevolencia lunática».
Después de la guerra, Albert Speer discutió los motivos del vuelo, a quien Hess le dijo que «la idea había sido infundida en él durante un sueño por fuerzas sobrenaturales. Garantizaremos a Inglaterra su imperio; a cambio, nos dará una mano libre en Europa». Mientras estaba en la prisión de Spandau, Hess comentó al periodista Desmond Zwar que Alemania no podía ganar una guerra en dos frentes. «Sabía que solo había una salida, que ciertamente no era luchar contra Inglaterra. Aunque no obtuve permiso del Führer para volar, sabía que lo que tenía que decir habría tenido su aprobación. Hitler tenía un gran respeto por los ingleses...». Explicó además que su vuelo a Escocia tenía la intención de iniciar «la forma más rápida de ganar la guerra».

### Captura
Aterrizó en la granja Floors, Eaglesham, al sur de Glasgow, donde fue descubierto aún luchando con su paracaídas por el labrador local David McLean. Identificándose como «Hauptmann Alfred Horn», Hess dijo que tenía un mensaje importante para el duque de Hamilton. McLean le llevó a su cabaña cercana y contactó a la unidad local de la Home Guard, que escoltó al prisionero a su cuartel general en Busby (East Renfrewshire). Después fue llevado a la estación de policía en Giffnock, llegando pasada la medianoche; fue registrado y sus posesiones confiscadas. Solicitó reiteradamente reunirse con el duque de Hamilton durante el interrogatorio realizado, con la ayuda de un intérprete, por el mayor Graham Donald, comandante del área del ROC. Luego del interrogatorio, fue llevado bajo custodia al cuartel Maryhill (Glasgow), donde atendieron sus heridas. Para entonces, algunos de sus captores sospechaban su verdadera identidad, aunque continuó insistiendo en que se llamaba Horn.
Al momento de la llegada de Hess, Hamilton estaba de servicio como comandante de ala en el aeródromo militar Turnhouse cerca de Edimburgo y su estación había sido una de las que había seguido el progreso del vuelo. Llegó al cuartel Maryhill a la mañana siguiente y, después de examinar las pertenencias de Hess, se habló en privado con el prisionero. Hess inmediatamente admitió su verdadera identidad y describió el motivo de su viaje; Hamilton le dijo que continuaría el diálogo con la ayuda de un intérprete, ya que Hess, aunque podía hablar bien inglés, tenía problemas para entenderle. Explicó que estaba en una «misión humanitaria» y que Hitler «deseaba detener la lucha» contra Inglaterra.
Después de la reunión, Hamilton examinó los restos del Messerschmitt, en compañía de un oficial de inteligencia, y regresó a Turnhouse, donde hizo arreglos a través del Ministerio de Relaciones Exteriores para reunirse con el primer ministro Winston Churchill, quien estaba en Ditchley (Charlbury) el fin de semana. Tuvieron algunas conversaciones preliminares esa noche y ambos se dirigieron a Londres al día siguiente, donde se reunieron con miembros del gabinete de guerra. Churchill envió a Hamilton con el experto en asuntos exteriores Ivone Kirkpatrick, que había conocido a Hess anteriormente, para identificar al prisionero, que había sido trasladado al castillo de Buchanan por la noche. Hess había preparado extensas notas para usar en la reunión, en la que habló detalladamente sobre los planes de expansión de Hitler y la necesidad de que el Reino Unido permitiese que los nazis tuvieran rienda suelta en Europa, a cambio de conservar sus posesiones en el extranjero. Kirkpatrick sostuvo dos reuniones más en el transcurso de los próximos días, mientras Hamilton regresó a sus deberes. Además de estar decepcionado por el aparente fracaso de su misión, Hess empezó a decir que su tratamiento médico era inadecuado y que había un complot en marcha para envenenarlo.

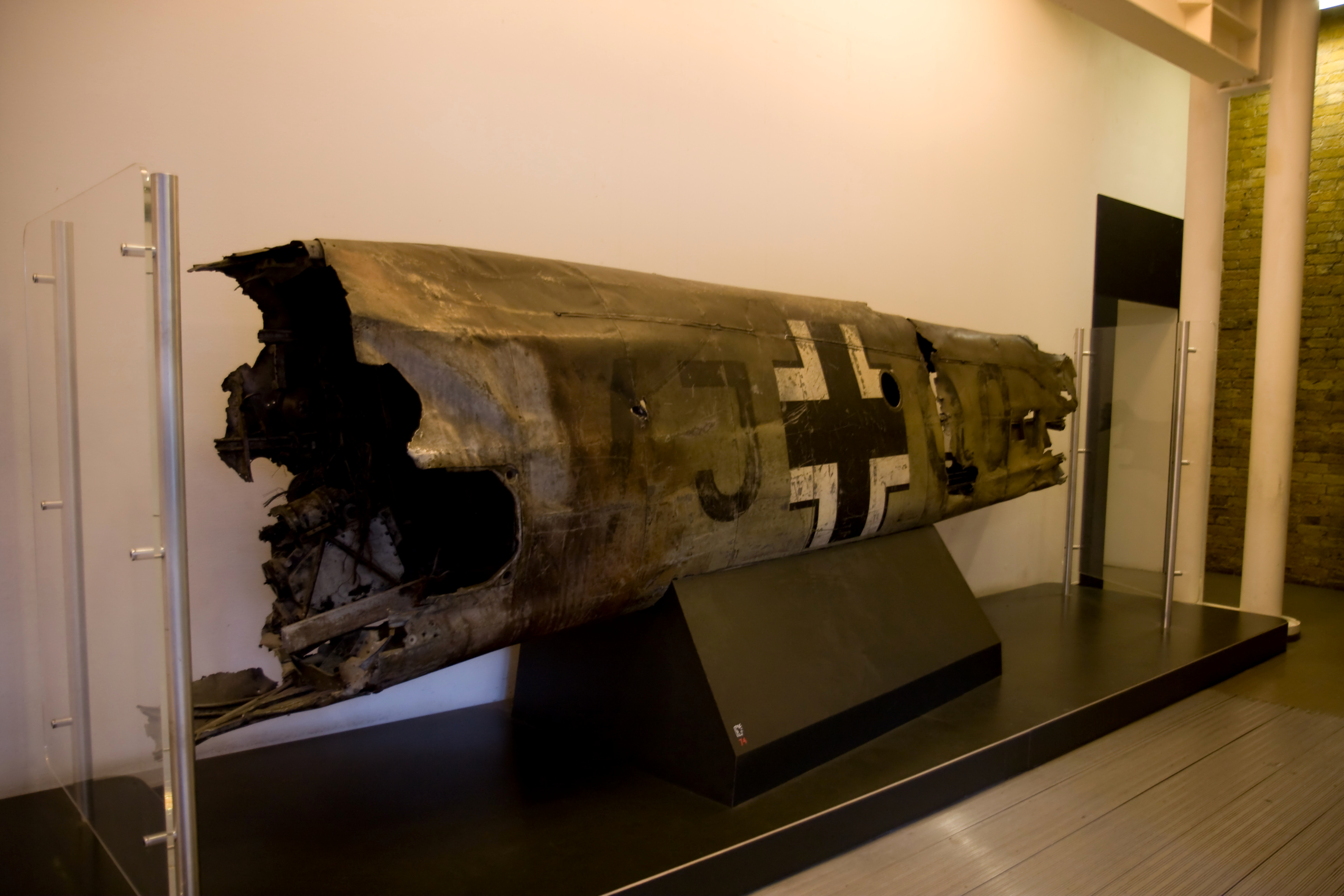
Parte del fuselaje del Bf 110 en exhibición en el Museo Imperial de la Guerra.

Su vuelo, pero no su destino o desenlace, fue anunciado en Alemania por primera vez por Munich Radio la noche del 12 de mayo. Al día siguiente, Hitler envió al ministro de Relaciones Exteriores, Joachim von Ribbentrop, para que le diera la noticia en persona a Mussolini, y se permitió a la prensa británica divulgar información completa sobre los eventos ese mismo día. El 14 de mayo, Ilse Hess se enteró de que su esposo había sobrevivido al viaje cuando se transmitieron las noticias de su destino en la radio alemana.
David McLean ocultó inicialmente dos secciones del fuselaje del avión y luego las recuperó. Una parte fue vendida al exsubsecretario de la Battle of Britain Association, quien la dio a un museo de guerra en los Estados Unidos; Bonhams vendió posteriormente en una subasta esta sección de 44 × 58 cm). Bonhams ofreció a la venta una parte del tanque de combustible y un soporte en 2014. Otros restos fueron rescatados por sesenta y tres unidades de mantenimiento entre el 11 y el 16 de mayo de 1941 y luego llevados a Oxford para ser almacenados. El avión había sido armado con cuatro ametralladoras en la nariz, pero no cargaba municiones. Uno de los motores está en exhibición en el Museo de la RAF, mientras que el Museo Imperial de la Guerra muestra otro motor y parte del fuselaje.

## Juicio y prisión

### Prisionero de guerra
Fue transferido desde el castillo de Buchanan a la Torre de Londres por un breve tiempo; luego fue llevado a Mytchett Place en Surrey, una mansión fortificada, designada «Camp Z», donde permaneció durante los siguientes trece meses. Churchill dio órdenes de que fuera tratado bien, aunque no se le permitió leer periódicos ni escuchar la radio. Fueron estacionados tres oficiales de inteligencia y ciento cincuenta soldados en guardia en el sitio. A principios de junio, se le concedió escribir a su familia; también preparó una carta al duque de Hamilton, aunque nunca fue entregada. Fueron rechazadas sus reiteradas solicitudes de nuevas reuniones con Hamilton. El mayor Frank Foley, el principal experto de Alemania en el MI6 y exoficial de control de pasaportes británico en Berlín, se hizo cargo de un informe fallido sobre Hess durante un año, según los archivos del Ministerio de Relaciones Exteriores publicados en los Archivos Nacionales. Los psiquiatras Henry V. Dicks y John Rawlings Rees, que trataron al prisionero durante este período, notaron que, aunque no estaba loco, era mentalmente inestable, con tendencias a la hipocondría y la paranoia. Repitía su propuesta de paz al vizconde John Simon, entonces lord canciller, en una entrevista el 9 de junio de 1942; Simon notó que el estado mental del detenido no era bueno. Hess declaraba que era envenenado y se le impedía dormir, insistía en cambiar su cena con la de uno de sus guardias e intentó que enviaran muestras de la comida para analizarla.
En las primeras horas de la mañana del 16 de junio, se abalanzó sobre sus guardias e intentó suicidarse saltando por encima de la barandilla de la escalera en Mytchett Place. Cayó sobre el piso de piedra, fracturándose el fémur izquierdo. La lesión requirió que la pierna se mantuviera en tracción durante doce semanas, con otras seis de reposo en cama antes de que se le permitiera caminar con muletas. El capitán Munro Johnson del Real Cuerpo Médico del Ejército, que evaluó al prisionero, señaló que era probable que ocurriera otro intento de suicidio en el futuro cercano. Hess probablemente en ese punto llega a quejarse de amnesia; este síntoma y algunas de sus conductas cada vez más erráticas pudieron haber sido en parte un ardid, porque, si era declarado mentalmente enfermo, podría ser repatriado según los términos de los Convenios de Ginebra.
Fue trasladado al Maindiff Court Hospital el 26 de junio, donde permaneció durante los siguientes tres años. La instalación fue seleccionada por su seguridad adicional y la necesidad de menos guardias. Se le permitió pasear por los jardines y hacer viajes en automóvil por los alrededores. Tenía acceso a periódicos y otros materiales de lectura; escribió cartas y diarios. Su salud mental quedó bajo vigilancia de Rees. Continuó quejándose de forma discontinua sobre la pérdida de memoria e hizo un segundo intento de suicidio el 4 de febrero de 1945, cuando se apuñaló con un cuchillo de pan. La herida no era grave y requirió dos puntos de sutura. Desanimado porque Alemania estaba perdiendo la guerra, no comió durante la siguiente semana; volvió a tomar la comida cuando fue amenazado con ser alimentado a la fuerza.
Alemania se rindió incondicionalmente el 8 de mayo de 1945. Al ser acusado de crímenes de guerra, recibió la orden de comparecer ante el Tribunal Militar Internacional y fue transportado a Núremberg el 10 de octubre de 1945.

### Juicio en Núremberg

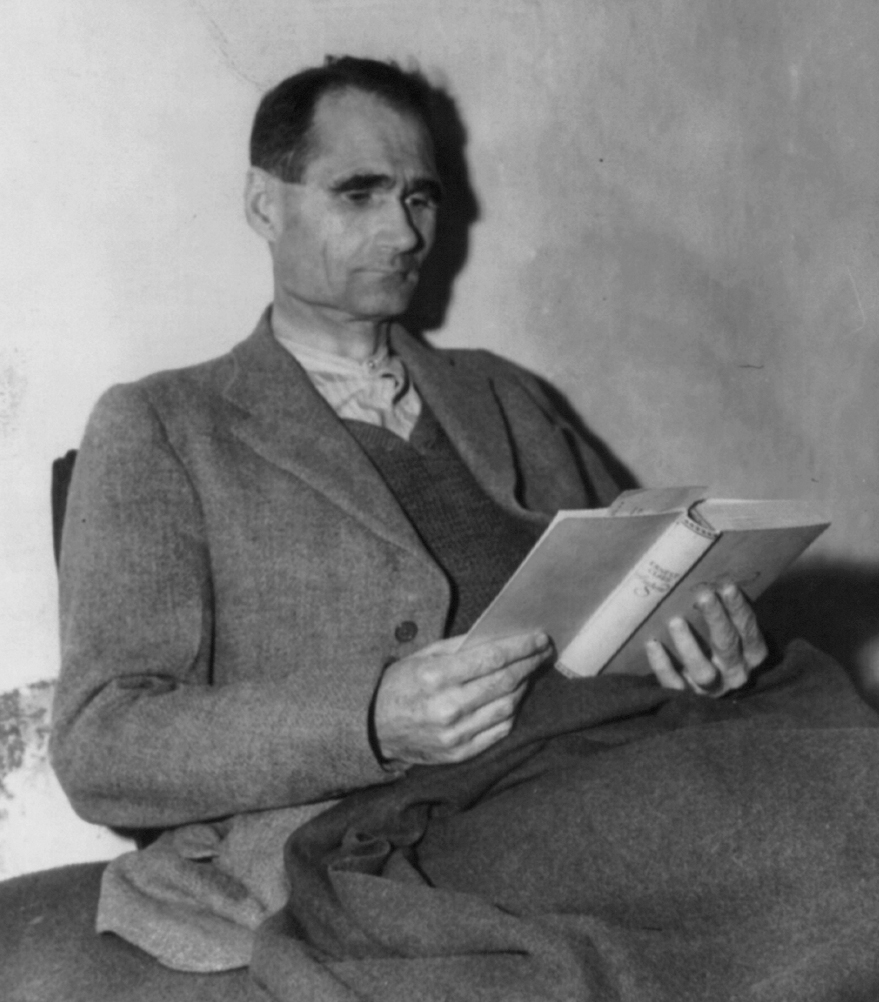
En su celda de la prisión de Landsberg en noviembre de 1945 a la espera de juicio.

Los Aliados de la Segunda Guerra Mundial celebraron una serie de tribunales y juicios militares, comenzando con un proceso contra los principales criminales de guerra desde noviembre de 1945 hasta octubre de 1946. Hess fue juzgado con este primer grupo de veintitrés acusados, los cuales fueron inculpados de cuatro cargos: conspiración para cometer crímenes, crímenes contra la paz, crímenes de guerra y crímenes contra la humanidad, en violación de las leyes internacionales que rigen la guerra.
A su llegada a Núremberg, era reacio a renunciar a algunas de sus posesiones, como muestras de alimentos que, según dijo, habían sido envenenadas por los británicos; propuso usarlas para su defensa durante el juicio. El comandante de la instalación, el coronel Burton C. Andrus del Ejército de los Estados Unidos, le informó que no se le daría ningún tratamiento especial y las muestras fueron selladas y confiscadas. Sus diarios indican que no reconocía la validez del tribunal y sintió que su resultado era una conclusión inevitable. Estaba delgado cuando llegó, pesaba 65 kg y tenía poco apetito, pero se consideraba que gozaba de buena salud. Ya que un acusado, Robert Ley, había logrado ahorcarse en su celda el 24 de octubre, los prisioneros restantes eran monitoreados todo el día. Debido a sus intentos de suicidio previos, era esposado a un guardia cada vez que salía de la celda.
Casi inmediatamente después a su arribo, comenzó a manifestar amnesia, que pudo haber sido fingida con la esperanza de evitar la sentencia de muerte. El psiquiatra en jefe de Núremberg, Douglas Kelley, del ejército estadounidense, opinó que el acusado padecía «una verdadera psiconeurosis, principalmente del tipo histérico, arraigada en una personalidad paranoide y esquizoide básica, con amnesia, en parte genuina y en parte fingida», aunque lo encontró en condiciones de ser juzgado. Se hicieron esfuerzos para activar su memoria, como traerle a sus exsecretarios y mostrarle viejos noticiarios, pero persistió en no mostrar respuesta a estos estímulos. Cuando se le permitió hacer una declaración ante el tribunal el 30 de noviembre, admitió que había fingido la pérdida de memoria como táctica.
El caso de la fiscalía en su contra fue presentado por el abogado británico Mervyn Griffith-Jones a partir del 7 de febrero de 1946. Citando sus discursos, intentó demostrar que Hess era consciente y estaba de acuerdo con los planes de Hitler de llevar a cabo una guerra de agresión, en violación del derecho internacional. Declaró que, como había firmado importantes decretos gubernamentales, como el que requería el servicio militar obligatorio, las leyes raciales de Núremberg y una orden que incorporaba los territorios polacos conquistados en el Reich, debía compartir la responsabilidad de los actos del régimen. Señaló que el momento del viaje a Escocia, solo seis semanas antes de la invasión nazi de la Unión Soviética, solo podía interpretarse como un intento de mantener a los británicos fuera de la guerra. Hess continuó mostrando síntomas de amnesia a fines de febrero, a mitad del caso de la fiscalía.

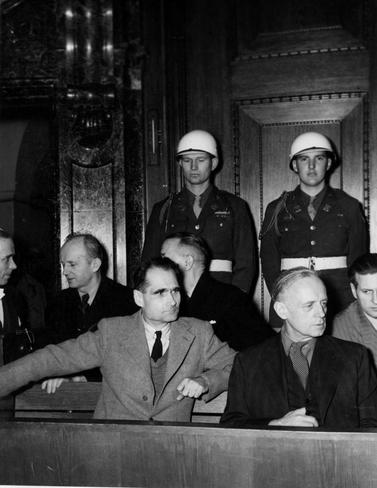
Hess (a la izquierda) y Joachim von Ribbentrop en el banquillo de los acusados en los juicios de Núremberg.

Los argumentos la defensa fueron presentados del 22 al 26 de marzo por su abogado Alfred Seidl. Señaló que, si bien su defendido aceptó la responsabilidad de los muchos decretos que había firmado, Hess explicó que eran parte del funcionamiento interno de un Estado soberano y, por tanto, estaban fuera del alcance de un juicio por crímenes de guerra. Llamó al estrado a Ernst Wilhelm Bohle, quien fue jefe del NSDAP/AO, a testificar en nombre del acusado. Cuando Griffith-Jones hizo preguntas sobre el espionaje de la organización en varios países, Bohle contestó que cualquier actividad bélica, como el espionaje, se había realizado sin su permiso o conocimiento. El abogado defensor llamó a otros dos testigos —el exalcalde de Stuttgart, Karl Strölin, y el hermano de Hess, Alfred—, quienes refutaron las acusaciones de que el NSDAP/AO había estado espiando y fomentando la guerra. Seidl presentó un resumen de los argumentos de la defensa el 25 de julio, en el que intentó refutar el cargo de conspiración, señalando que solo Hitler había tomado las decisiones importantes. Indicó que su defendido no podía ser considerado responsable de ningún evento que ocurrió después de abandonar Alemania en mayo de 1941. Mientras tanto, Hess se ensimismó de lo que estaba sucediendo, rechazó las visitas de su familia y se negó a leer los periódicos. Habló nuevamente ante el tribunal el 31 de agosto de 1946, durante el último día de las declaraciones finales, donde hizo un largo discurso.
El tribunal deliberó durante casi dos meses antes de dictar sentencia el 30 de septiembre y los acusados fueron condenados por separado el 1 de octubre. Hess fue declarado culpable en dos cargos: crímenes contra la paz —planificación y preparación de una guerra de agresión— y conspiración con otros líderes alemanes para cometer crímenes. Fue encontrado no culpable de crímenes de guerra y crímenes contra la humanidad. Fue condenado a cadena perpetua, uno de los siete nazis que recibió penas de prisión en el proceso, quienes fueron transportados por avión a la prisión militar aliada de Spandau en Berlín el 18 de julio de 1947. El miembro soviético del tribunal, el mayor general Iona Nikítchenko, presentó un documento que registraba su disidencia de la sentencia, en la que dijo que la sentencia de muerte estaba justificada.

### Cadena perpetua en Spandau
Spandau estaba bajo jurisdicción del Consejo de Control Aliado, órgano rector a cargo de la ocupación militar de Alemania y que estaba formado por representantes de los Estados Unidos, Francia, el Reino Unido y la Unión Soviética. Cada país suministró guardias a la prisión en rotaciones de un mes. Después de que los reclusos se sometieron a exámenes médicos —Hess rechazó la exploración física y tuvo que ser sujetado—, se les proporcionó el atuendo de presidiario y se les asignaron los números por los que eran atendidos durante su estadía —le había tocado el número 7—. La prisión tenía una pequeña biblioteca y los reclusos podían presentar solicitudes especiales de libros de lectura adicional. Los materiales de escritura eran limitados; a cada interno tenía derecho a cuatro hojas de papel al mes para cartas. No podían hablar entre ellos sin permiso y se esperaba que trabajaran en las instalaciones, ayudando con las tareas de limpieza y jardinería. Los reclusos eran llevados a pasear al aire libre por los terrenos de la prisión durante una hora cada día, separados unos 9 m. Algunas de las reglas se relajaron con el paso del tiempo.

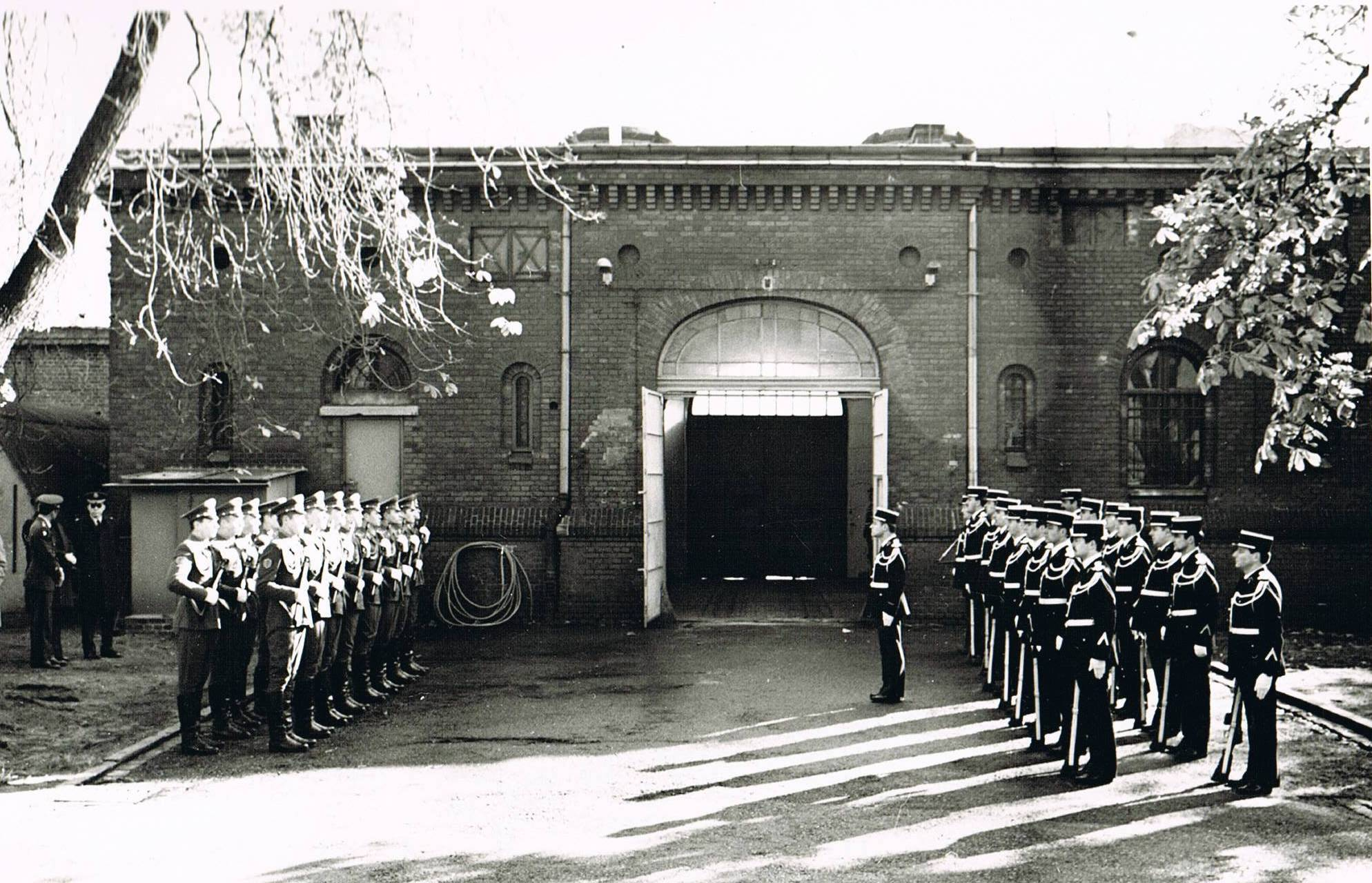
Relevo de la guardia (de la URSS a Francia) en 1981.

Los visitantes tenían media hora al mes para conversar, pero Hess prohibió a su familia que lo visitara hasta diciembre de 1969, cuando era paciente en el Hospital Militar Británico de Berlín Oeste por una úlcera perforada. Para entonces, su hijo Wolf Rüdiger tenía 32 años e Ilse 69; no lo habían visto desde su partida de Alemania en 1941. Después de esta enfermedad, permitió que su familia lo visitara regularmente. Su nuera Andrea, que muchas veces llevaba fotos y películas de sus nietos, fue un visitante particularmente bienvenido. Los problemas de salud de Hess, tanto mentales como físicos, continuaron durante su cautiverio. Gritaba por las noches, alegando que tenía dolores de estómago. Continuó sospechando que su comida estaba siendo envenenada y se quejaba de amnesia. Un psiquiatra que lo examinó en 1957 consideró que no estaba lo suficientemente enfermo como para ser trasladado a un hospital psiquiátrico. Hess intentó suicidarse nuevamente en 1977.
Aparte de sus estancias en el hospital, pasó el resto de su vida en la prisión. Sus compañeros de prisión Konstantin von Neurath, Walther Funk y Erich Raeder fueron liberados por problemas de salud en la década de 1950; Karl Dönitz, Baldur von Schirach y Albert Speer cumplieron su condena y fueron liberados; Dönitz salió en 1956, Schirach y Speer en 1966. La prisión de seiscientas celdas continuó operando, para un solo prisionero, desde 1966 hasta su muerte en 1987, a un costo estimado de 800 000 marcos alemanes. Las condiciones eran mucho más agradables en la década de 1980 que en los primeros años; Hess podía moverse más libremente alrededor del bloque de celdas, establecía su propia rutina y elegía sus propias actividades, como la televisión, las películas, la lectura y la jardinería. Se instaló un ascensor para que pudiera acceder fácilmente al patio y contaba con un enfermero desde 1982 en adelante.

#### Llamamientos por su liberación
Su abogado Alfred Seidl hizo numerosos llamados por su liberación, comenzando ya en 1947, pero fueron denegados, principalmente porque los soviéticos vetaron repetidamente la solicitud. Spandau estaba ubicado en Berlín Oeste y su existencia dio a los soviéticos una posición en ese sector de la ciudad. Además, los funcionarios soviéticos creían que Hess era consciente en 1941 que un ataque contra su país era inminente. En 1967, Wolf Rüdiger comenzó una campaña para ganar la liberación de su padre, obteniendo el apoyo de políticos como Geoffrey Lawrence en el Reino Unido y Willy Brandt en Alemania, pero fue en vano, a pesar de la avanzada edad y el deteriorado estado de salud del prisionero. El ministro de Exteriores soviético, Andrei Gromyko, lo rechazó basándose en el hecho de que Hess nunca había mostrado el menor arrepentimiento y que todavía clamaba por su inocencia. Añadió que mucha gente interpretaría la liberación de Hess como la confirmación de que había sido acusado injustamente. Además, el atractivo que ejercía Hess en grupos neonazis de Alemania del Oeste reforzó la negación soviética de su liberación.
La campaña que presidía Wolf Rüdiger Hess, la Hermandad para la libertad de Rudolf Hess (Hilfsgemeinschaft Freiheit für Rudolf Heß), recogió dos mil firmas en España, entre las que se encontraban en 1971 Manuel Fraga Iribarne, José María Gil Robles, Ernesto  Giménez Caballero, Joaquín Garrigues, Manuel Jiménez de Parga, Ramón Serrano Suñer, Antonio Puigvert, Joaquín Ruiz-Giménez, Otto Skorzeny, Antonio Tovar; Pedro Cantero Cuadrado; el capitán general, Camilo Alonso Vega; el rector de la Universidad de Madrid, José Botella Llusiá; el arzobispo de Zaragoza, Manuel Cantarero del Castillo; el capitán general de la primera región, Tomás García Rebull; el almirante Pedro Nieto Antúnez; el presidente del Instituto de Estudios Americanos, José María Pi Suñer; el arzobispo de Tarragona, José Pont y Gol.

## Muerte y repercusiones
Murió el 17 de agosto de 1987 a la edad de 93 años, en una casa de verano que se había instalado en el jardín de la prisión como sala de lectura. Tomó un cable de extensión de una de las lámparas, la colgó sobre el pestillo de una ventana y se ahorcó. En su bolsillo se encontró una breve nota para su familia, agradeciéndoles por todo lo que habían hecho. Las Cuatro Potencias emitieron un comunicado el 17 de septiembre que dictaminó la muerte como un suicidio. Inicialmente fue enterrado en un lugar secreto para evitar la atención de los medios o manifestaciones de simpatizantes nazis, pero su cuerpo fue inhumado nuevamente en una cripta familiar en Wunsiedel el 17 de marzo de 1988; su esposa fue enterrada a su lado en 1995.
Alfred Seidl pensó que su cliente era demasiado viejo y frágil para haber logrado suicidarse. Wolf Rüdiger Hess afirmó en repetidas ocasiones que su padre había sido asesinado por el MI6 para evitar que revelara información sobre la mala conducta británica durante la guerra, pero nunca aportó pruebas ni nada que justificara estas acusaciones. Abdallah Melaouhi se desempeñó como enfermero del prisionero de 1982 a 1987; fue despedido por el Consejo Asesor de Inmigración e Integración del parlamento de su distrito local después de que publicase un libro con una denuncia similar. Según una investigación realizada por el Gobierno británico en 1989, las pruebas disponibles no respaldaban la afirmación de un asesinato; el procurador general Nicholas Lyell no vio motivos para una investigación más amplia. Además, los resultados de la autopsia respaldaron la conclusión de que el recluso se había suicidado. Un informe publicado en 2012 levantó nuevas preguntas sobre si había sido asesinado. El historiador Peter Padfield afirmó que la nota de suicidio encontrada en el cuerpo parecía haber sido escrita cuando Hess fue  hospitalizado en 1969.
La ciudad de Wunsiedel se convirtió en un destino para peregrinaciones y manifestaciones neonazis en agosto, la fecha de la muerte de Hess. Para poner fin a estas peregrinaciones, el consejo parroquial decidió no permitir una extensión del contrato de arrendamiento del sitio de la tumba cuando expiró en 2011. Con el eventual consentimiento de su familia, la tumba se volvió a abrir el 20 de julio de ese año. Los restos fueron incinerados y las cenizas esparcidas en el mar por miembros de la familia. La lápida, que llevaba el epitafio Ich hab's gewagt («Me atreví»), fue destruida.La prisión de Spandau fue destruida en 1987 para evitar que se convirtiera en un santuario neonazi. 
En 2019 fue refutado un rumor de que el prisionero de Spandau no era Hess. Un estudio de pruebas de ADN realizado por Sherman McCall, anteriormente del Centro Médico del Ejército Walter Reed, y Jan Cemper-Kiesslich, de la Universidad de Salzburgo, demostró un 99.99 % de coincidencia entre los marcadores de ADN del cromosoma Y del prisionero y los de un pariente vivo de Hess.